# Dracula carlueri
Dracula carlueri är en orkidéart som beskrevs av Johan Hermans och Phillip James Cribb. Dracula carlueri ingår i släktet Dracula och familjen orkidéer.
Artens utbredningsområde är Costa Rica. Inga underarter finns listade i Catalogue of Life.